# رگرسیون باینری
در آمار، به‌ویژه تحلیل رگرسیون، یک رگرسیون باینری رابطه بین یک یا چند متغیر توضیحی و یک متغیر باینری خروجی را برآورد می‌کند. به‌طور کلی، به جای خروجی ساده یک مقدار، مانند رگرسیون خطی، احتمال بروز دو گزینه مدل‌سازی می‌شود.
رگرسیون باینری معمولاً به عنوان یک مورد خاص از رگرسیون دوجمله‌ای با یک نتیجه واحد تحلیل می‌شود. {\displaystyle n=1}) و یکی از دو گزینه‌ای که به عنوان «موفقیت» در نظر گرفته شده و به صورت ۱ رمزگذاری شده است: مقدار تعداد موفقیت‌ها در ۱ آزمایش، ۰ یا ۱ است. رایج‌ترین مدل‌های رگرسیون باینری مدل لوجیت (رگرسیون لجستیک) و مدل پروبیت (رگرسیون پروبیت) هستند.
اغلب، اصطلاح خطا {\displaystyle \varepsilon } فرض بر این است که از توزیع نرمال مشروط بر متغیرهای توضیحی x پیروی می‌کند. این مدل پروبیت استاندارد را تولید می‌کند.